# Мезох, Владимир Чемгуевич

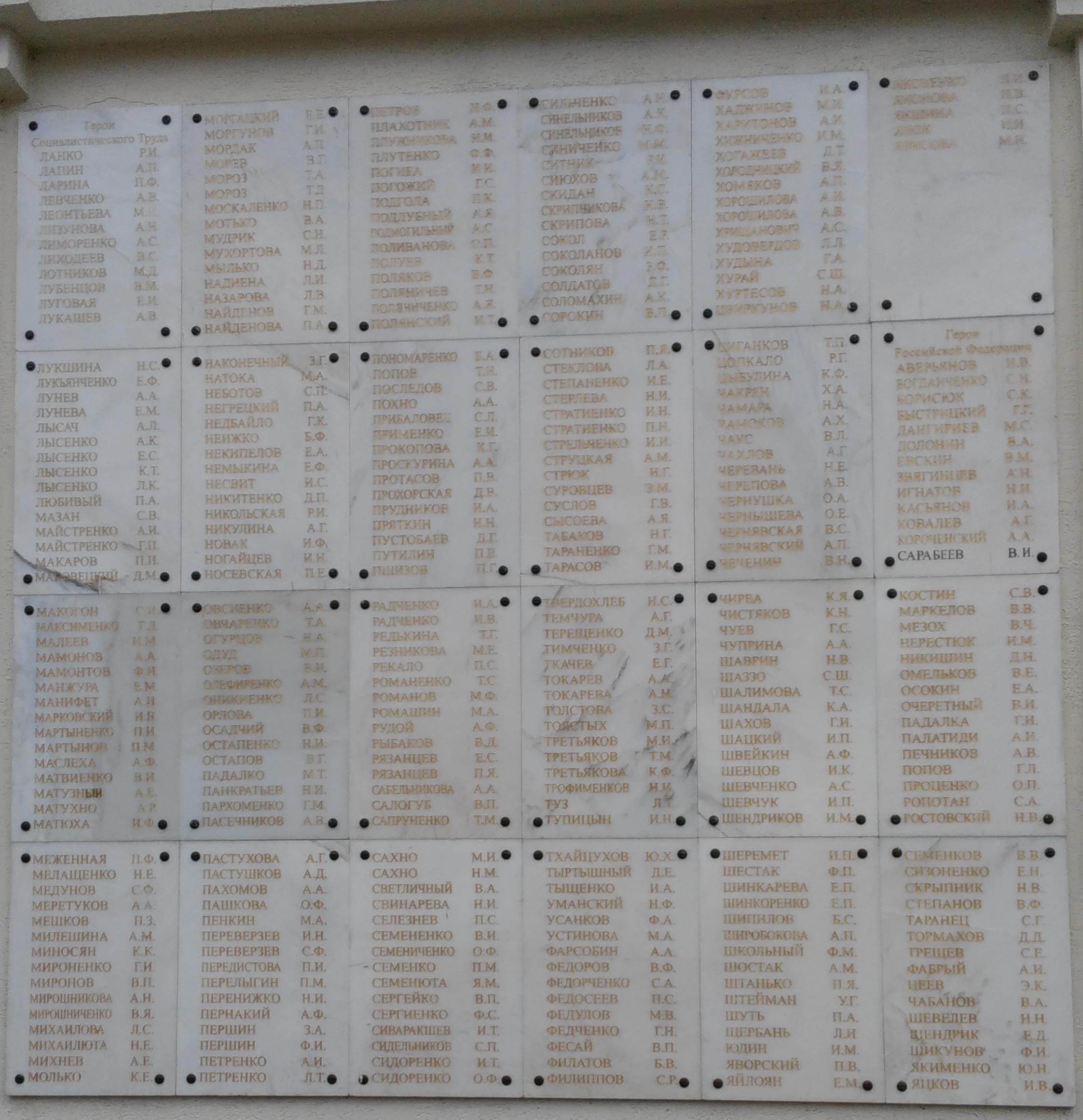
Мемориальная доска с именами Героев России Кубани и Адыгеи в Краснодаре (2017)

Влади́мир Чемгу́евич Мезо́х (6 января 1929, Краснодар, Северо-Кавказский край — 8 декабря 2015, Москва) — советский военный лётчик, заслуженный лётчик-испытатель СССР (1975), Герой Российской Федерации (1995).

## Биография

### Ранние годы
Владимир Мезох родился 6 января 1929 года в Краснодаре, в семье служащего. Окончил 10 классов. В 1948 году он окончил Краснодарскую спецшколу ВВС и пошёл в Советскую армию. В 1950 году окончил Балашовское высшее военное авиационное училище лётчиков, служил в частях Дальней авиации. В 1954 году уволен из армии в звании старшего лейтенанта. 

### Работа в гражданской авиации
С 1954 года работал пилотом, командиром самолёта в Московском управлении гражданской авиации. В 1960 году окончил Школу лётчиков-испытателей Министерства авиационной промышленности СССР.
С 1960 по 1989 годы Мезох работал лётчиком-испытателем Государственного научно-исследовательского института гражданской авиации, где впоследствии возглавил Лётно-испытательный центр института. В 1975 году он окончил Академию гражданской авиации.
За период летно-испытательной работы освоил и испытал десятки типов и модификаций самолетов, в том числе Бе-32, Л-410, Як-40,Ан-10,Ту-124, Ту-134, Ту-154, Ил-18, Ил-62, Ил-86. Его испытательный налёт свыше 11 тысяч часов. Он провёл испытания большого числа отечественных гражданских самолётов, в том числе испытания систем автоматического и директорного захода на посадку, оценку метеорологических минимумов посадки в сложных метеоусловиях. Был ведущим летчиком-испытателем при проведении государственных испытаний Ту-154А, ТУ-154М, Ту-154В, Ил-86. 
Мезох автор методических пособий и инструкций для лётчиков. Он был членом Методического совета ГосНИИ ГА, участвовал в обучении лётчиков гражданской авиации СССР и ряда зарубежных стран.
В рамках советско-французского взаимодействия в гражданской авиации Мезох совершил полёт из Парижа в Москву на Локхид L-1011, несколько раз летал на французских самолетах «Каравелла» и «Nord 262», в том числе по приборам и ночью с использованием их навигационно-пилотажного комплекса «Модерн». Участвовал отладке и приемке тренажера-самолета «Ил-86», изготовленного французской фирмой «Томпсон» по заказу СССР. Французские специалисты по достоинству оценили профессиональное мастерство и вручили ему нагрудный знак лётчика-испытателя Франции.
В 1975 году Мезоху первому из летчиков-испытателей гражданской авиации ему было присвоено звание «Заслуженный летчик-испытатель СССР». Он трижды представлялся к званию «Герой Советского Союза» и «Герой Социалистического Труда».

### Смерть
Владимир Чемгуевич Мезох умер 8 декабря 2015 года. Он похоронен на Федеральном военном мемориальном кладбище.

## Награды и звания
- Герой Российской Федерации (указ Президента России № 1036 от 11 октября 1995 года)
- Орден Ленина
- Орден Октябрьской Революции
- Орден Дружбы народов